# 蘇維埃港區

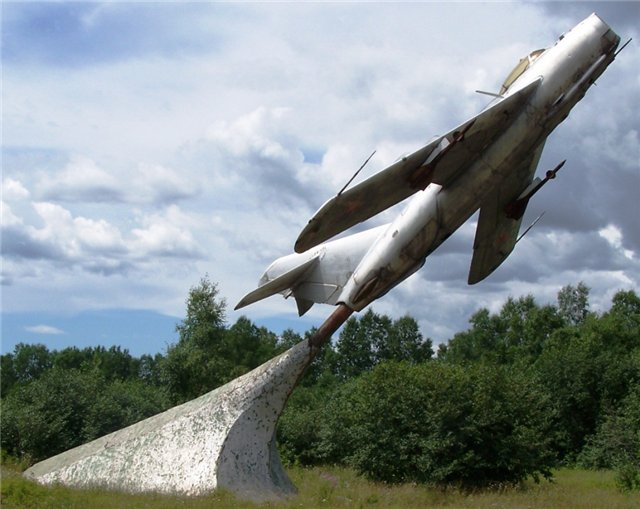

48°58′00″N 140°17′00″E / 48.9667°N 140.2833°E
蘇維埃港區（俄语：Советско-Гаванский район），是俄羅斯的一個區，位於該國東部，由哈巴羅夫斯克邊疆區負責管轄，面積15,534平方公里，2010年人口15,794，人口密度每平方公里1.02人。